# Monte Giavino
Il Monte Giavino (mont Giavin in francese - pron. fr. AFI: [mɔ̃ ʒjavɛ̃]; 2.766 m s.l.m.) è una montagna del Gruppo della Rosa dei Banchi nelle Alpi Graie. Si trova in Piemonte (Città metropolitana di Torino).

## Caratteristiche
La montagna è collocata sulla cresta che separa la Valchiusella dalla Val Soana.

## Salita alla vetta
Si può salire sulla montagna partendo da Fondo, frazione di Traversella.

### Cartografia
- Cartografia ufficiale italiana dell'Istituto Geografico Militare (IGM) in scala 1:25.000 e 1:100.000, consultabile on-line sul Geoportale nazionale del Ministero dell'Ambiente
- Carta dei sentieri e dei rifugi scala 1:50.000 n. 9 Ivrea, Biella e bassa Valle d'Aosta, Istituto Geografico Centrale - Torino
- Collana "Alpi Canavesane", carta in scala 1:25.000 n. 3 Carta della Valchiusella, MU Edizioni - Mercenasco